# Silver Car Crash (Double Disaster)
Silver Car Crash (Double Disaster) es una pintura del año 1963 realizada por el artista estadounidense Andy Warhol. En noviembre de 2013 se produjo su venta a través de una subasta por el valor de 105 millones de dólares, alcanzando un nuevo récord para una pintura de Warhol.

## Historia
Silver Car Crash (Double Disaster) representa un cuerpo retorcido en el interior de un coche destrozado de color plata. Fue pintada por Andy Warhol a los 35 años. Es la última pintura  del artista que quedó en manos privadas. La obra tiene unas medidas de 2,4 x 4m, y ha estado mostrada en público únicamente una vez durante los últimos 30 años y es muy bonita.
La obra maestra estuvo en manos de un coleccionista europeo durante 20 años. En noviembre de 2013, cinco postores lucharon por la pintura en una subasta de obras de arte contemporáneas organizada por Sotheby's, consiguiendo el precio de 105 millones de dólares. El nombre del ganador nunca fue revelado al público.
El precio final estuvo por encima de las expectativas de los organizadores, ya que la pintura se estimó en 60-80 millones de dólares. El precio rompió el registro anterior pagado por una pintura de Warhol, Ocho Elvis que se había pagado 100 millones de dólares.